# Castelul Guthman - Valenta din Hoghiz
Castelul Guthman-Valenta este o clădire istorică din satul Hoghiz, județul Brașov, România. Construcția se presupune că a fost edificată în secolul al XVI-lea, în anul 1553, fiind ulterior modificată în secolul al XVIII-lea. Este posibil ca și acest castel să fi aparținut familiei Haller, așa cum a fost cazul multor alte clădiri din zonă.
La mijlocul secolului al XIX-lea, Gutenau Károly (1836-1907) renunță la postul său judiciar și începe să-și gestioneze terenul care aparținea clădirii. În 1885, moșia este preluată de contele Haller János. De-a lungul timpului, proprietatea a trecut prin mai multe vânzări, iar proprietarii au arătat o mare nepăsare față de clădire, ceea ce a dus la deteriorarea acesteia.
Castelul se află în prezent într-o stare avansată de degradare și necesită intervenții urgente pentru a preveni daunele ireparabile. Clădirea are o suprafață de 500 metri pătrați pe un teren de 75 ari, fiind compusă dintr-un singur etaj. Pereții interiori nu au tencuială și în cele mai multe locuri tavanul s-a prăbușit. În multe locuri se pot vedea urmele inundațiilor. Clădirii îi lipsesc complet ușile și ferestrele, rețelele electrice, de căldură și canalizările pentru ape uzate. Intrarea frontală și laterală este în pericol de colaps, iar terasa din spate s-a prăbușit deja. Pereții fațadei laterale sunt într-o stare deplorabilă și necesită intervenție urgentă.
Castelul are și o pivniță boltită de 300 metri pătrați. Pereții acesteia au cedat în mai multe locuri, restul fiind deteriorați și prezintă urme de inundație. Intrarea pivniței este în pericol de colaps, necesitându-se reconstrucția acesteia.
Castelul Guthman-Valenta din Hoghiz poate fi accesat cel mai ușor cu mașina, prin drumul E60, în direcția Sighișoara, la 12 km de Rupea. Clădirea se află în centrul satului, la o distanță de aproximativ 2 km de drumul național.